# إرينا ياماغوتشي
إرينا ياماغوتشي (باليابانية: 山口絵里奈؛ بالكانا: やまぐち えりな) هي عارضة يابانية، ولدت في 19 أكتوبر 1985 في فوكوكا في اليابان.